# Regla de la mayoría
La regla de la mayoría establece que para tomar una decisión en un grupo debe adoptarse la opción que cuente con el apoyo de una mayoría de los miembros. Se utiliza tanto en organizaciones y estados democráticos como no democráticos. La regla puede estar referida a miembros que sean tanto personas físicas como asociaciones, grupos, personas jurídicas, o colectividades de las formas más diversas. Puede aplicarse también a criterios cuantitativos diferentes de las personas, como cantidad de acciones o bonos de capital, o cualquier otro elemento que pueda contabilizarse y que pueda indicar una preeminencia.
La regla de la mayoría no debe ser confundida con la democracia, aunque esta suele hacer uso de ella aplicada al pueblo elector. Sistemas no democráticos utilizan la regla de la mayoría en muchas ocasiones, y los sistemas democráticos suelen no utilizarla en muchas ocasiones.[cita requerida]

## Definición
La regla de la mayoría es un mecanismo para tomar decisiones en grupo según el cual se establece que la decisión a adoptar por el colectivo debe ser aquella opción que cuente con el mayor número de apoyos. 
Una vez adoptada la decisión de la mayoría, esta debe ser respetada por las minorías, no pueden oponerse a la decisión mayoritaria, ya que previamente aceptaron el uso de la regla. Esto es así en tanto y en cuanto la decisión mayoritaria haya sido tomada dentro de los límites establecidos para el ejercicio de esa facultad; estos límites podrían haber sido definidos previamente por dicho grupo o por un grupo de nivel superior que lo contenga. En muchos casos, esos límites pueden estar referidos a determinados derechos de las minorías que siempre deben ser respetados, independientemente del resultado mayoritario, como por ejemplo los derechos humanos.

## Características
La noción misma de mayoría admite dos grandes modalidades de aplicación de la regla:
- Mayoría absoluta, cuando se requiere que la opción ganadora haya obtenido más de la mitad del total.
- Mayoría relativa o mayoría simple, cuando se requiere que la opción ganadora haya sido la más numerosa entre todas las opciones, aunque sumadas las demás, la superen. Es la mayor en relación con cada una de las otras partes.

Excepcionalmente, para decisiones de mayor importancia, la regla de la mayoría puede exigir una cantidad extraordinaria de adhesiones que supere ampliamente a la mitad del total. En estos casos se habla de mayoría calificada.

## Ventajas
La mayor ventaja de la regla de la mayoría es su simplicidad y rapidez. Cuando en un grupo cualquiera no existe unanimidad entre los que toman las decisiones sobre el paso a seguir, resolver la cuestión según la regla de la mayoría resulta sencillo y rápido.[cita requerida]
La regla tiene también la ventaja de ser un mecanismo relativamente natural. En cualquier grupo el mecanismo más legítimo es la unanimidad, pero en caso de que aquella no exista, resulta habitual que, al menos en ciertos casos, la mayoría sea el primer sistema propuesto para adoptar una decisión colectiva.[cita requerida]

## Inconvenientes
El principal inconveniente de la regla de la mayoría son los intereses de los miembros que quedan en minoría. Si no existen mecanismos que permitan cierta preservación de esos intereses, la regla de la mayoría podría volverse fácilmente en un arma para obtener ventajas a costa de las minorías o simplemente dañarlas, poniendo en crisis y haciendo insostenible la existencia misma del grupo.[cita requerida]
Si bien la regla de la mayoría tiene su principal ventaja en la simplicidad, también tiene en esta característica una de sus principales desventajas. La utilización de la regla tiende a restringir el rol de mecanismos más complejos para alcanzar consensos, como los debates, las negociaciones y los acuerdos, y a potenciar la arbitrariedad y la ausencia de argumentos racionales en la toma de decisiones.
Finalmente, la regla de la mayoría posee también la desventaja de no resultar suficientemente veloz en ciertas ocasiones urgentes (ej. operaciones militares, emergencias, etc.).

## Regla de la mayoría y democracia
Frecuentemente y de manera errónea, se confunde «democracia» con regla de la mayoría. Es cierto que la democracia liberal moderna, tiene como una de sus reglas principales la aplicación de la regla de la mayoría, aplicada al pueblo, es decir, a los ciudadanos, y principalmente para la elección de autoridades.[cita requerida]
Sin embargo, por un lado, los sistemas democráticos tienen infinidad de mecanismos que atenúan la regla de la mayoría (refiriéndose a la mayoría del pueblo) y en otros casos mecanismos de decisión que no la utilizan en ningún momento (las decisiones presidenciales, las decisiones judiciales, etc.).
Por otra parte, sistemas no democráticos utilizan frecuentemente la regla de la mayoría para tomar decisiones, como por ejemplo la elección del papa por los cardenales en la Iglesia católica, la toma de decisiones en una junta militar, etc.[cita requerida]